# Campionati mondiali di ginnastica artistica 2011 - Volteggio maschile

## Risultati
| Pos.    | Ginnasta             | Nazione       | Volteggio 1 | Volteggio 2 | Totale |
| ------- | -------------------- | ------------- | ----------- | ----------- | ------ |
| Oro     | Yang Hak-Seon        | Corea del Sud | 16,866      | 16,266      | 16,566 |
| Argento | Anton Golocuckov     | Russia        | 16,333      | 16,400      | 16,366 |
| Bronzo  | Makoto Okiguchi      | Giappone      | 16,300      | 16,283      | 16,291 |
| 4       | Thomas Bouhail       | Francia       | 16,666      | 15,708      | 16,187 |
| 5       | Denis Abljazin       | Russia        | 16,333      | 16,016      | 16,174 |
| 6       | Dzmitrij Kaspiarovič | Bielorussia   | 16,533      | 15,633      | 16,083 |
| 7       | Shek Wai Hung        | Hong Kong     | 15,600      | 16,300      | 15,950 |
| 8       | Jeffrey Wammes       | Paesi Bassi   | 15,433      | 15,933      | 15,683 |